# Fred DeLuca
Fred DeLuca est un restaurateur américain né le 3 octobre 1947 à Brooklyn (New York) et mort d'une leucémie le 14 septembre 2015  à Lauderdale Lakes (Floride). Il est le cofondateur de la chaîne de restauration rapide Subway.

## Publications
- (en) Start small, finish big, Fred DeLuca et John P. Hayes, Warner Books, New York, 2001,  (ISBN 0-446-67756-6).